# Jason Dupasquier
Jason Dupasquier (Bulle, Fribourg kanton, 2001. szeptember 7. – Firenze, 2021. május 30.) svájci gyorsasági motorversenyző.

## Sportpályafutása
Pályafutását 2010-ben kezdte, eleinte 65 cm3-es motorokkal versenyzett. Supermoto kategóriában többszörös svájci bajnok volt. 2019-ben mutatkozott be a Moto3-ban.
Ez utóbbi sorozat 2021-es szezonjában érte halálos baleset. A május 29-én rendezett mugellói olasz nagydíj időmérő edzésén megcsúszott, a mögötte érkező versenyzők közül Szaszaki Ajumu és Jeremy Alcoba sem tudta kikerülni őt, mindketten áthajtottak rajta. Dupasquiernek azonnali életmentő beavatkozásra volt szüksége, majd a firenzei Careggi Kórházba szállították, ahol másnap belehalt sérüléseibe.

## Családja
Édesapja, Phillipe Dupasquier motokrosszversenyző volt.